# Orde de Vallombrosa
L'Orde de Vallombrosa o Congregació Benedictina de Vallombrosa és un orde monàstic fundat a Vallombrosa (Toscana), el 1039 per sant Joan Gualbert, com a reforma observant de l'orde benedictí i avui integrada en aquest orde com a congregació. Els seus monjos, anomenats vallombrosins, posposen al seu nom les sigles O.S.B. Vall.

## Història

### Fundació
El fundador, Giovanni Gualberto Visdomini (985 o 995 - 1073) va ingressar a l'Orde de Sant Benet al monestir de San Miniato al Monte de Florència; va deixar-lo cercant un tipus de vida monàstic més perfecte, on la Regla de Sant Benet s'apliqués d'acord amb el seu esperit origina. El seu ideal, però, no era accentuar-ne la vida eremítica dels monjos, com en altres reformes contemporànies, sinó perfeccionar la vida cenobítica. Després d'estar un temps a Camaldoli, va establir-se amb uns monjos a Vallombrosa, prop de Florència, on fundà un monestir cap al 1038. L'església va ésser consagrada pel bisbe Rotho de Paderborn en 1038, i consta una donació d'Itta, abadessa de Sant' Ellero, fundació propera, de 1039, que confirmarien la fundació cap al 1038. Segons la donació, l'abadessa tenia el dret de nomenar els superiors de Vallombrosa, que era al seu territori, dret que va perdre quan el papa Víctor II confirmà l'orde en 1056 i el concedí als monjos.
La fama de rigor i santedat dels monjos de Vallombrosa va atreure seguidors; es tractava, de fet, d'una reforma observant de l'Orde de Sant Benet i altres monestirs van voler adherir-se a la reforma. Tingueren lloc, així, noves fundacions; així i tot, l'extrema austeritat de la vida que proposava la congregació va fer que hi hagués pocs candidats a seguir-la, i només es va fundar el monestir de San Salvi de Florència. Això va fer que el mateix Joan Gualbert disminuis una mica el riglor de la regla, aconseguint així més vocacions i la fundació de tres nous monestirs i l'adhesió de tres més.

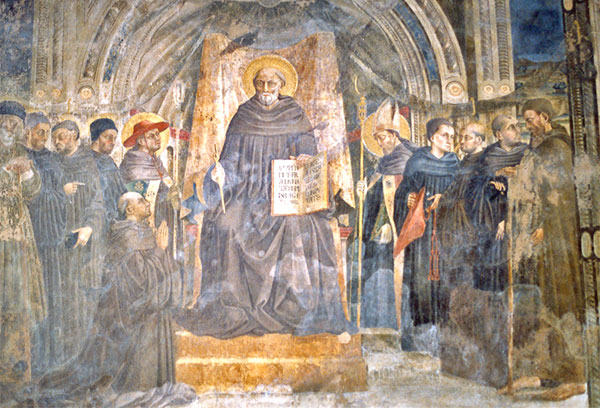
Joan Gualbert amb sants i beats de l'orde, per Neri de Bicci
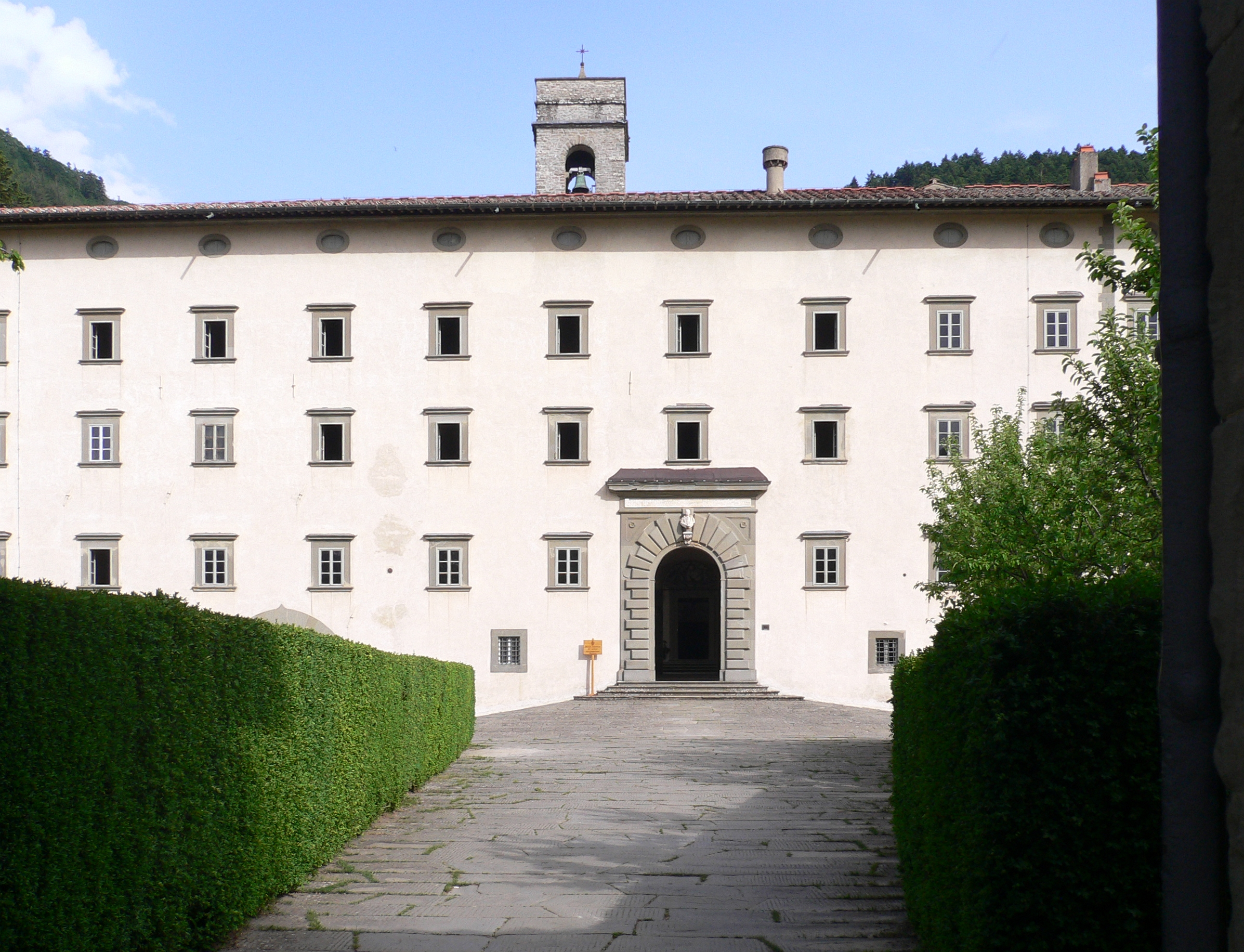
Vallombrosa en l'actualitat

### Expansió (s. XI-XIV)
L'orde va tenir un paper important en la lluita contra la simonia i la corrupció dels bisbes i càrrecs eclesiàstics, com en l'ordalia que Pere Igni va protagonitzar i que va portar a la deposició del bisbe simoníac de Florència Mezzabarba, en 1068. Poc abans, els enemics de la reforma havien cremat el monestir de San Salvi, fet que, juntament amb l'ordalia, van fer créixer la reputació de l'orde. Entre 1036 i 1330, l'orde creix i es difon. Els monestirs que s'adhereixen a la reforma es posen sota la direcció de l'abadia de Vallombrosa, on tenen lloc reunions anuals de superiors, formant una congregació amb directrius uniformes. Cap al 1160, la congregació té 57 monestirs. En 1090, una butlla d'Urbà II posa Vallombrosa sota la protecció directa del papa, enumerant-ne 50 monestirs; en 1115, una butlla de Pasqual II en cita dotze més, i una d'Anastasi IV (1153), 24 més encara; en temps d'Innocenci III, passaven dels seixanta, tots a Itàlia (dos a Sardenya). Cap al 1087, Andreu de Vallombrosa havia fundat el monestir de Cornilly a la diòcesi d'Orleans, i en 1093 l'abadia de Chezal-Benoît, que després fou cap d'una congregació benedictina.

### Declivi (s. XV-XIX)

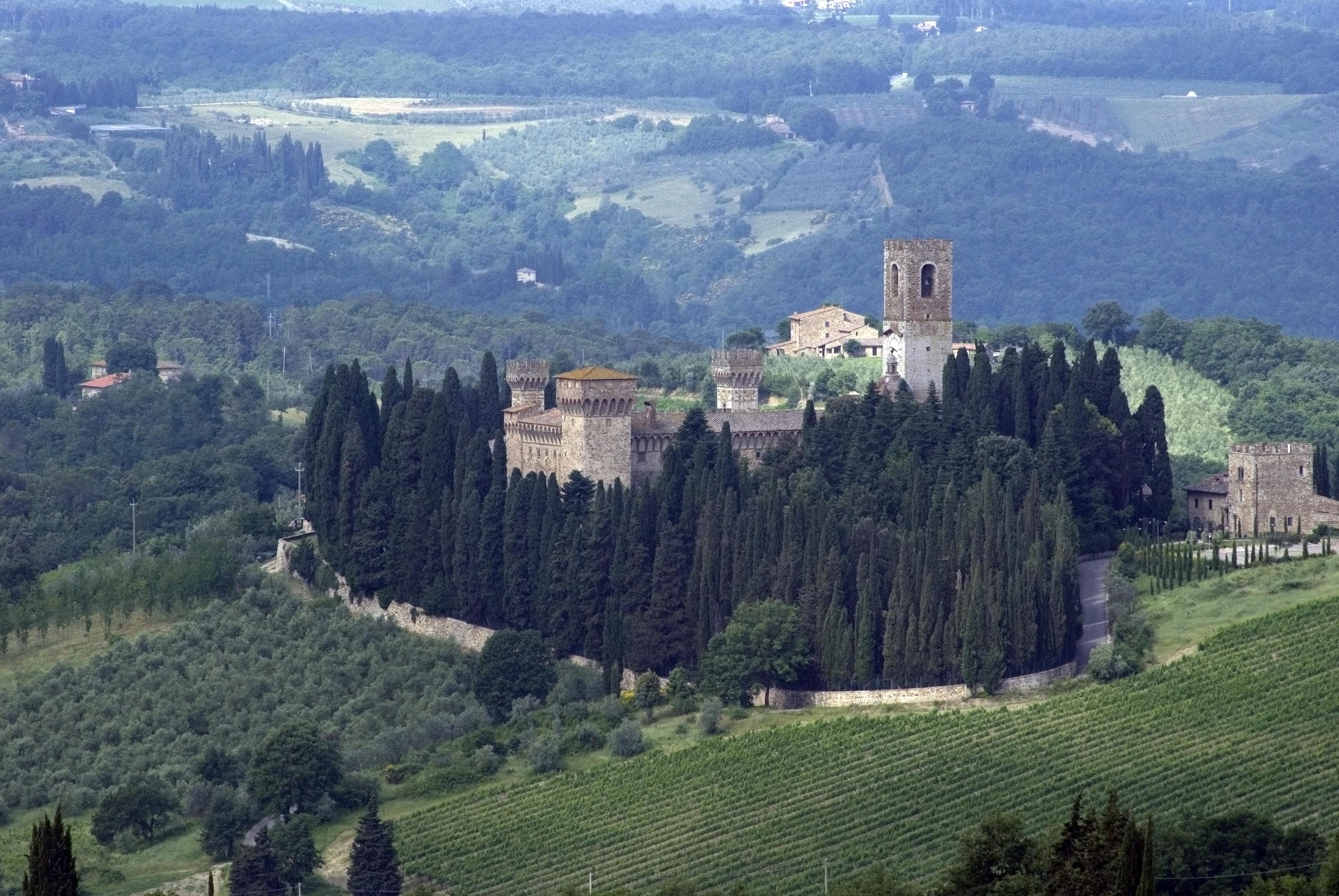
Abadia de San Michele di Passignano

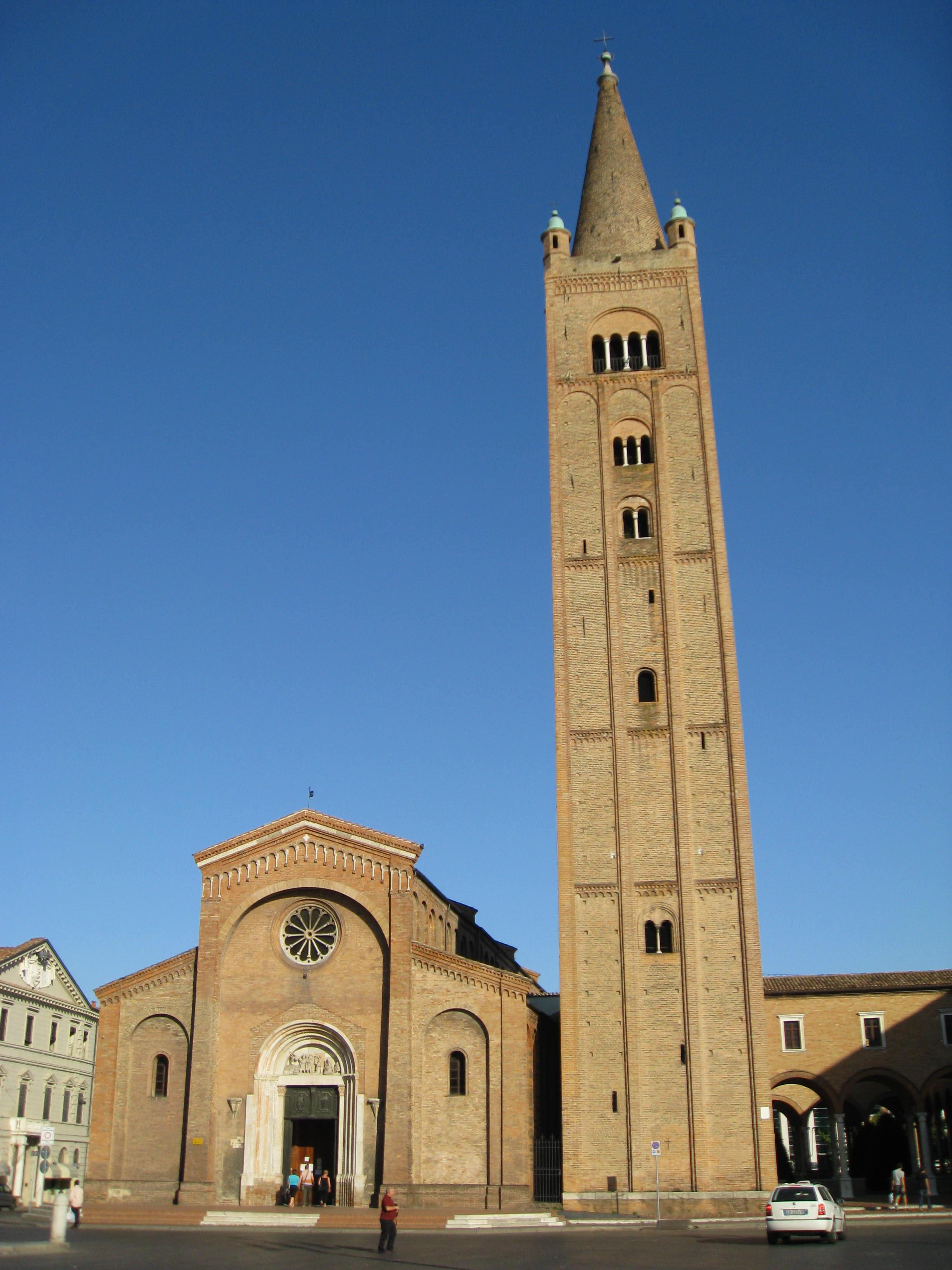
San Mercuriale de Forlì

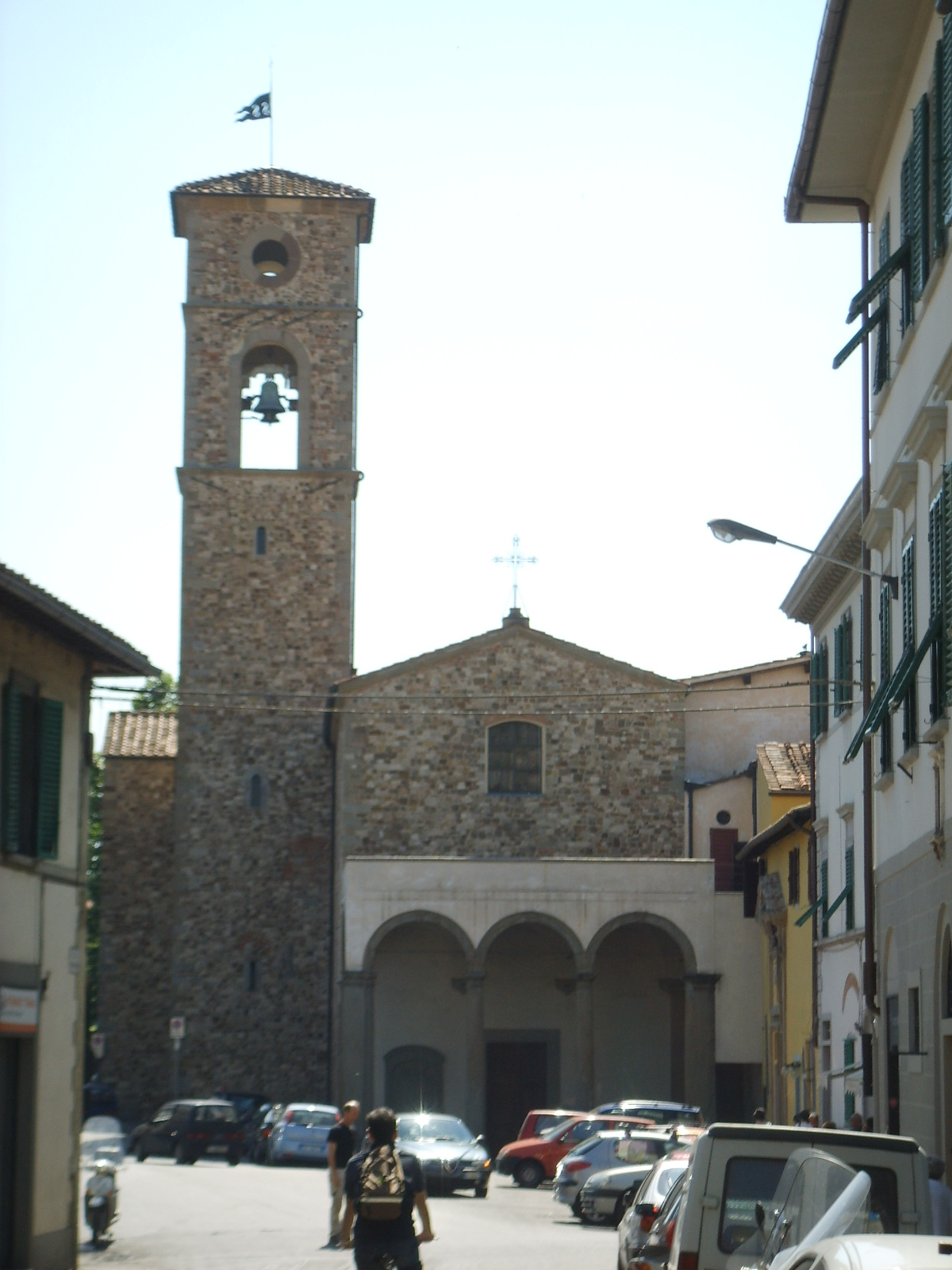
Església de San Salvio (Florència)

A mitjan segle xv, la congregació va ésser reformada pels benedictins de l'abadia de Montecassino; des de mitjan segle xiv el 1500, les abadies comencen a ésser comendatàries, és a dir, amb abats nomenats per la Santa Seu entre bisbes o cardenals que no viuen al monestir. Això fa que l'abat no tingui un coneixement directe de la comunitat ni de la seva vida espiritual; sovint accepta el càrrec només per administrar-ne els béns temporals i beneficiar-se'n: les conseqüències són el declivi dels monestirs i de la mateixa congregació que, sense direcció espiritual, relaxa l'observança de la regla i del mateix ideal monàstic.
En 1485, algunes abadies, amb San Salvio al davant, que havien format una congregació separada, van ésser reintegrades a la casa mare per Innocenci VIII. En començar el segle xvi, l'abat general Milanesi va voler fundar una casa de formació de nivell universitari a Vallombrosa, però el 1527 l'abadia va ésser incendiada per les tropes de Carles V d'Alemanya. Fins al 1637, amb l'abat Nicolini, no es va reconstruir completament, i en 1634 s'hi construí un observatori astronòmic i meteorològic. A partir del Concili de Trento, comença una etapa de revifalla espiritual, acompanyada d'una bonança econòmica que atreu nous monjos i dona lloc a la construcció de noves abadies. El jove Galileo Galilei va estudiar, el 1578, a l'abadia de Vallombrosa, on va arribar a ingressar com a novici durant un temps.
En començar el segle xvii, l'orde fou novament reformat per sant Joan Leonardi i entre 1662 i 1680 va estar unit a l'orde dels silvestrins. Al segle xviii, els monjos van destacar en activitats culturals i científiques. La seva activitat principal, però, va ésser la tradicional de l'agricultura i la silvicultura, especialment en zones muntanyoses, a més de la gestió d'hospitals i hospicis per a pelegrins.
El 10 d'octubre de 1810, la supressió dels ordes decretada per Napoleó I va fer que haguessin d'abandonar les cases, entre elles la casa mare de Vallombrosa. En 1818 hi van tornar, essent a Vallombrosa quinze sacerdots i setze germans. Novament, el 1866 es decreta la supressió dels instituts religiosos i Vallombrosa queda buida, només amb alguns monjos que se'n fan càrrec de l'observatori i l'església; el 1869 s'hi instal·la la seu del primer Istituto Forestale d'Italia, l'única escola de silvicultura italiana, en atenció a la tasca que havia fet l'orde en aquest camp.

### Restauració
En ésser restaurat l'orde, els monjos de Vallombrosa van a Pescia (Pistoia), fins que el 1949, el monestir fa una concessió del monestir de Vallombrosa a la congregació benedictina i els monjos hi tornen.
En 1986, l'abadia de Passignano també torna a mans dels vallombrosins, després d'haver estat en mans privades.

## Regla
Sant Joan Gualbert va adoptar la Regla de Sant Benet accentuant-ne l'austeritat i el caràcter penitencial. L'objectiu era combinar la via en comunitat amb les característiques ascètiques de la vida eremítica. El silenci era absolut i perpetu, la pobresa molt rigorosa i els monjos no podien sortir ni demanar almoina. Els trencaments de la regla tenien càstigs severs. Fins i tot, i aquest és el major punt de divergència respecte a la regla, es prohibia el treball manual: els monjos havien de tenir una vida purament contemplativa. Això implicava que, per a les tasques de manteniment i de pura subsistència de la comunitat, calia que hi hagués un altre tipus de monjo: els germans llecs o conversos, que s'encarregarien del treball manual. Va ésser un dels primers ordes que institueix aquesta diferenciació.

## Característiques
En si, els vallombrosins no formaven un orde monàstic separat, sinó una congregació benedictina, tot i que no es van afegir a les congregacions federades de l'orde. Tenien una relació estreta amb la Congregació de Cluny, amb alguns costums de la qual coincideixen, com la lluita contra la simonia.
L'hàbit original era gris, després pard i avui és negre, com el dels altres benedictins.
Els abats eren elegits a perpetuïtat. Avui, però, s'elegeixen per quatre anys en capítol general. L'abat de Vallombrosa és el superior de la congregació; abans era membre nat del Senat de Florència i tenia el títol de Comte de Monte Verde i Gualdo.

## Activitat i difusió
Els monjos vallombrosins es van distingir per la lluita contra la simonia i la corrupció dels costums eclesiàstics. Se'ls atribueix la institució de la figura dels monjos converos, tot i que alguns autors pensen que no existeixen fins a l'Orde del Cister.
Especialment, es van dedicar, com a part de la tutela de la natura, a la cura i explotació dels boscos de Vallombrosa, la qual cosa els va donar, entre els segles XI i XIX, un grau d'expertesa en la silvicultura inusual en el seu temps. Conreaven en particular l'avet blanc, fen servir la tècnica, creada per ells mateixos i difosa per tot Europa, del tall ras amb renovació artificial "posticipada". Des del 1866, aquests boscos van ésser administrats pels cossos forestals de l'Estat. Aquesta tasca els "monjos forestals" va donar lloc al fet que Sant Joan Gualbert fos proclamat sant patró d'aquests cossos forestals italians (i després dels brasilers) i del personal que s'hi dedica.
Avui, la Congregació Benedictina de Vallombrosa, integrada a l'Orde de Sant Benet, té sis monestirs: els de Vallombrosa, Passignano, Santa Trinità (Florència, residència de l'abat general), Santa Prassede (Roma), Montenero (prop de Livorno, des de 1792) i el Santuario della Beata Vergine delle Grazie (Pordenone, 1966, dependent de Montenero). De Montenero depenen els monestirs de Gualbert Bhavan, a Bangalore, Kaduthuruthy i Kottayam (Índia). A Pirituba (São Paulo, Brasil), també n'hi ha un priorat.
En total, són 54 monjos (dades extretes del web de l'Orde de Sant Benet Arxivat 2010-07-25 a Wayback Machine., 2010).

## Monges
Poc després de la mort del fundador, es troba a Vallombrosa un grup de germanes llegues que, sota la direcció d'un gemà llec ancià, viu en una casa separada i s'encarrega de tasques domèstiques. Aquest tipus de vida vinculada als monestirs de monjos de l'orde només va subsistir durant uns cent anys, i les dones van començar a viure en comunitats separades, com a monges.
La beata Berta d'Alberti (morta 1163) va ingressar a l'orde en Florència i va reformar el convent de Cavriglia en 1153. Habitualment es considera Santa Humilitat de Faenza (1226-1310) com a fundadora, a Faenza, de les Monges Vallombrosanes; va fundar un monestir a Faenza i un a Florència, en 1282.